# Diver (canción)
Diver es el octavo sencillo de la banda de rock japonesa NICO Touches the Walls, lanzado el 12 de febrero de 2011. Proviene de su tercer álbum de estudio, Passenger. La canción fue utilizada como el octavo opening del anime Naruto: Shippūden. 

## Información de la canción
En 2011, de todas las canciones realizadas en la gira "Michi Naki Michi", Diver fue la más solicitada para ser lanzada como sencillo. Como respuesta a las peticiones de los fans NICO repasó la canción, reorganizándola de su versión inicial para conciertos, y la presentó como tema de apertura para la serie "Naruto Shippuuden". La canción fue editada de nuevo durante la primera gira School Festival y se habló mucho de ella. Es una canción innovadora, llena de recuerdos de Mitsumura (vocalista y guitarra) y su School Festival. Los bonus tracks fueron grabados en CC Lemon Hall el 7 de octubre, en el concierto de 2010 "EastxWest Apolo y Luna - Noche de Luna".

## Promoción
La canción fue el octavo opening del anime Naruto: Shippūden. Es la segunda canción de la banda que es utilizada para la serie, después de "Broken Youth".
- Datos: Q5811538